# Umělecké centrum Univerzity Palackého v Olomouci

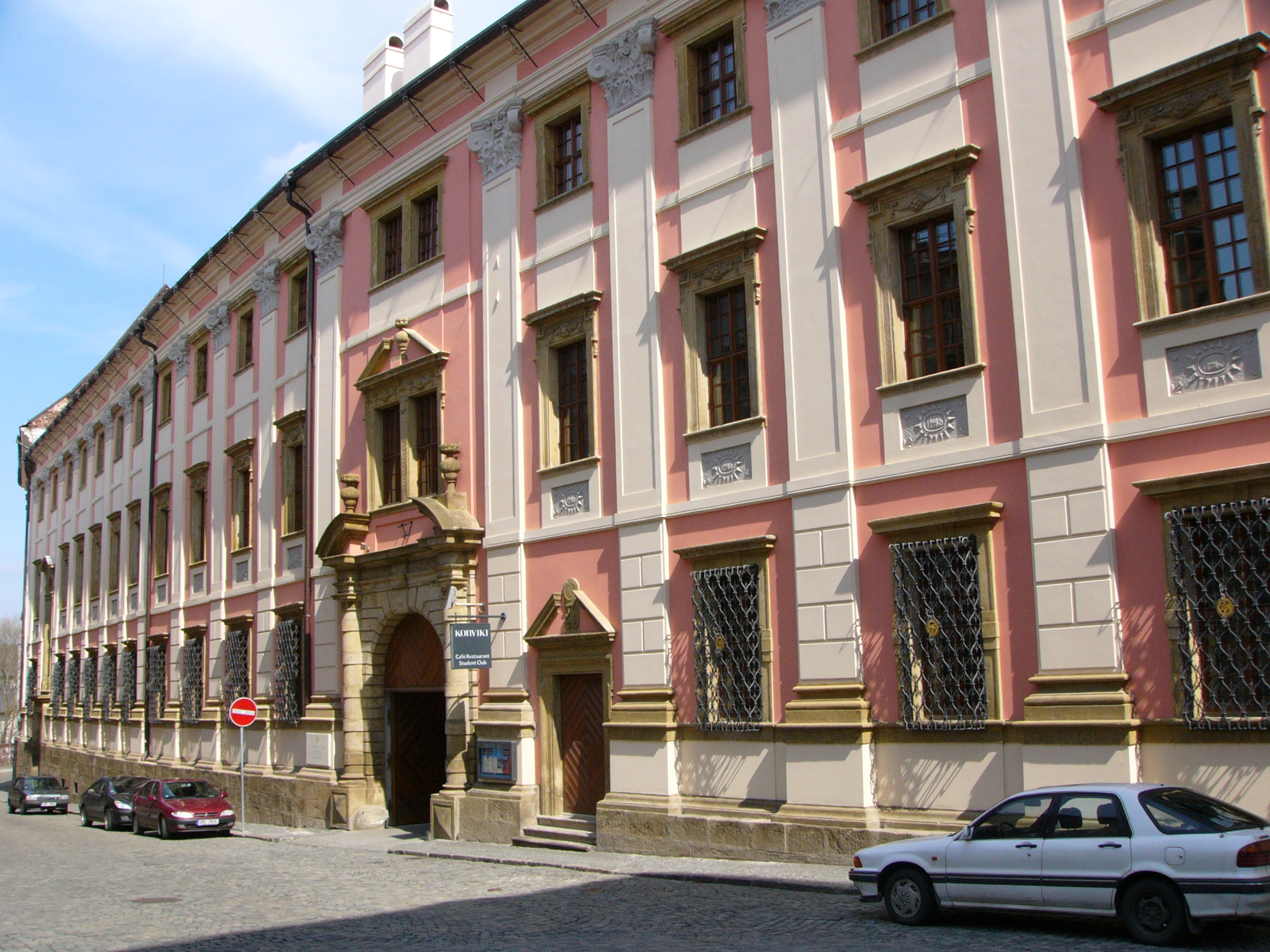
Průčelí Jezuitského Konviktu, sídla Uměleckého centra

Umělecké centrum Univerzity Palackého v Olomouci (zkráceně Umělecké centrum UP, UCUP, bývalý Jezuitský konvikt) je vzdělávacím a kulturním centrem v Olomouci a sídlem pěti fakult Univerzity Palackého v Olomouci.

## Historie
Umělecké centrum, které sídlí ve zrekonstruované budově barokního Jezuitského konviktu, zahájilo svou činnost v roce 2002. Budova pocházející původně ze 16. století byla rekonstrukována za účelem využití pěti katedrami Filozofické fakulty UP a Pedagogické fakulty UP (jmenovitě Katedra výtvarné výchovy, Katedra hudební výchovy, Katedra divadelních, filmových a mediálních studií, Katedra dějin umění a Katedra muzikologie). Součástí Uměleckého centra je také Kaple Božího těla, která byla odsvěcena za účelem pořádání kulturních a společenských akcí. Budova je součástí památkového centra města Olomouce, jež je součástí historického dědictví UNESCO.

## Současnost

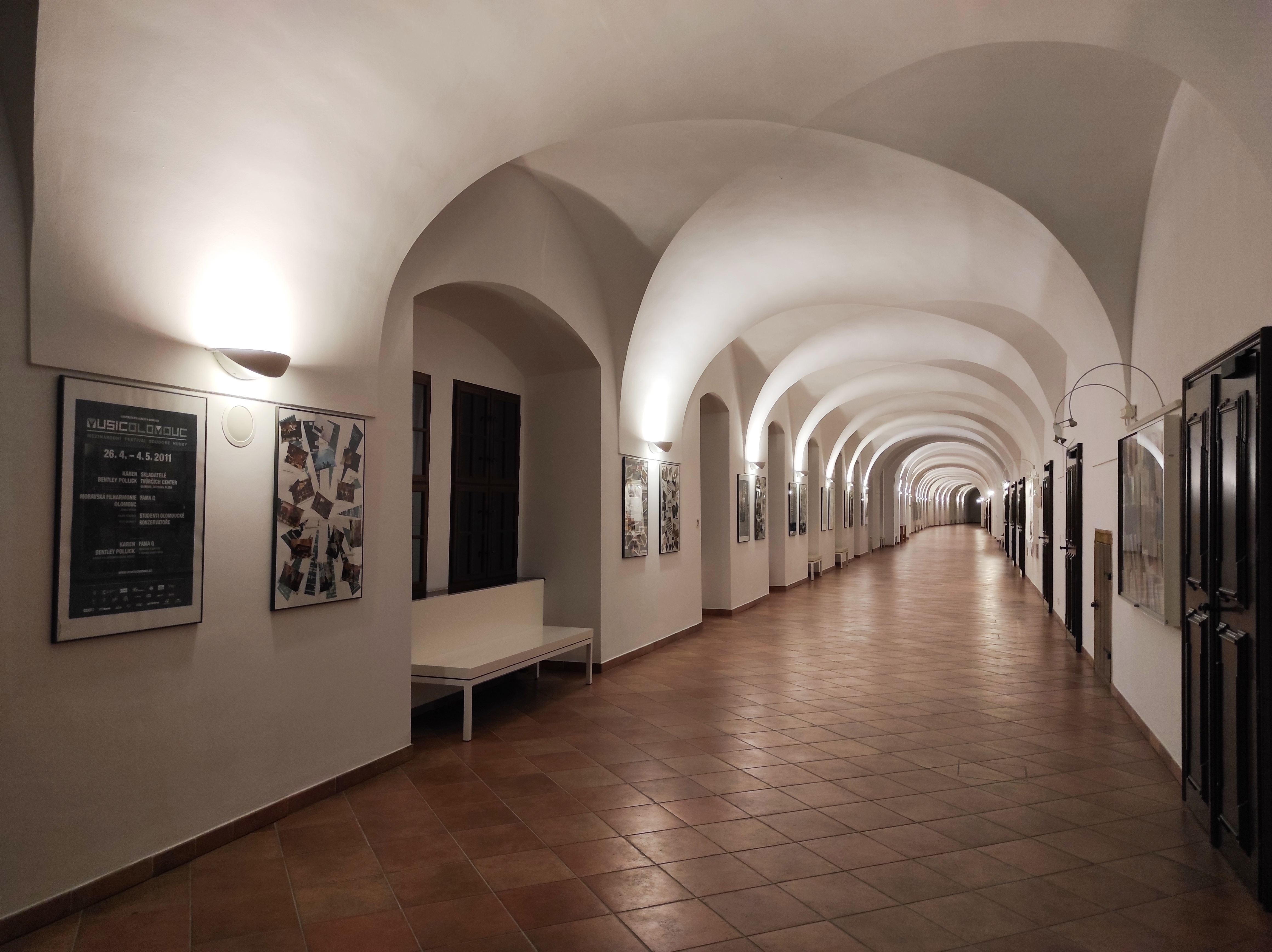
Chodba Uměleckého centra UP

Centrum slouží jako kulturní a umělecké centrum, ve kterém se koná velké množství kulturních a společenských akcí, mimo jiné Academia Film Olomouc, Barokní slavnosti, Přehlídka animovaného filmu, festivalů Jeden svět, Divadelní flora, LITR dále koncerty, divadla, filmová představení, výstavy, besedy a přednášky. Jednotlivé prostory (filmový sál, divadelní sál, učebny, přednáškové sály, výstavní prostory) slouží také ke komerčním i nekomerčním pronájmům. V prostorách sídlí také restaurace Konvikt Olomouc.

## Organizace a spolky
- PASTICHE FILMZ, z.s.
- ATENEO
- UP Air
- StuArt[3]
- Divadlo K3

## Galerie
- Filmový sál Uměleckého centra UP
- První nádvoří Jezuitského Konviktu, dnes UCUP
- Průčelí budovy bývalého jezuitského Konviktu
- Kaple Božího těla, detaily
- Interiér kaple Božího těla
- Divadelní sál UCUP
- Chodba jezuitského Konviktu
- Atrium Uměleckého centra UP
- Restaurace Konvikt Olomouc
- Podkroví Uměleckého centra UP
- Židovská branka v jezuitském Konviktu
- Umělecká fotografie jezuitského Konviktu